# Christoph III.

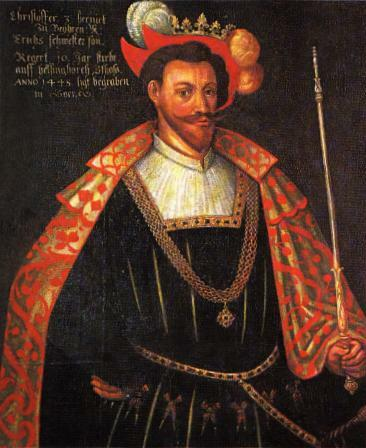
Christoph III. von Dänemark (Gemälde aus dem 16. Jh.)

Christoph III. (dänisch Christoffer af Bayern, schwedisch Kristofer av Bayern norwegisch Kristoffer av Bayern, geboren als Christoph von Pfalz-Neumarkt; * 26. Februar 1416 in Neumarkt in der Oberpfalz; † 5. Januar 1448 in Helsingborg) war König von Dänemark (ab 1440), Schweden (ab 1441) und Norwegen (ab 1442). Er war der Sohn Herzog Johanns von Pfalz-Neumarkt und Katharinas, der Schwester seines Vorgängers Erik VII., und entstammte der wittelsbachischen Linie Pfalz-Neumarkt.

## Leben

### Aufstieg zum König
Christoph amtierte als einziger Sohn Herzog Johanns schon früh als dessen Stellvertreter in Neumarkt und begleitete ihn auch zu Reichstagen und Fürstenversammlungen. 1434 besuchte er seinen Onkel König Erik VII. in Dänemark, danach diente er am Hof des deutschen Kaisers Sigismund, dessen Parteigänger sein Vater war. Der Brief, in dem er Herzog Johann über den Tod Kaiser Sigismunds im Jahr 1437 und die Machtübernahme seines entfernten Verwandten Albrecht von Österreich informierte, ist für die Rekonstruktion dieser dramatischen Wochen von entscheidender Bedeutung.
Das Jahr 1438 war ein Wendepunkt in Christophs Leben: Nachdem er erfolgreich an den Hussitenkriegen teilgenommen und auch den Reichstag zu Nürnberg besucht hatte, erhielt er einen Brief aus Dänemark. Darin bot ihm der dänische Reichsrat das Königreich Dänemark und die Anwartschaft auf Norwegen und Schweden an. Er sollte der Nachfolger seines Onkels Erik werden, der sich mit dem Reichsrat überworfen hatte. Erik hatte im Krieg gegen die Hanse viel Geld ausgegeben, selbstherrlich Dänen und Deutsche mit Lehen in Schweden betraut und gegen den Willen des Adels Bogislaw von Pommern-Stolp als Nachfolger durchzusetzen versucht.
Christoph, für den in den Augen des Reichsrats neben seiner Verwandtschaft mit den Königshäusern Dänemarks, Schwedens und Norwegens auch seine fehlende Hausmacht sprach, wurde außer von Albrecht von Österreich auch vom Schleswiger Herzog Adolf  und der Hanse unterstützt, während sich die von Erik bevorzugten holländischen Kaufleute und der einflussreiche Herzog Philipp von Burgund für Bogislaw aussprachen. Wohl im April 1439 reiste Christoph nach Lübeck, um sich persönlich in den Konflikt um Eriks Nachfolge einzuschalten. Der abgesetzte König Erik VII. zog sich schließlich nach Gotland zurück.

### Regierungszeit

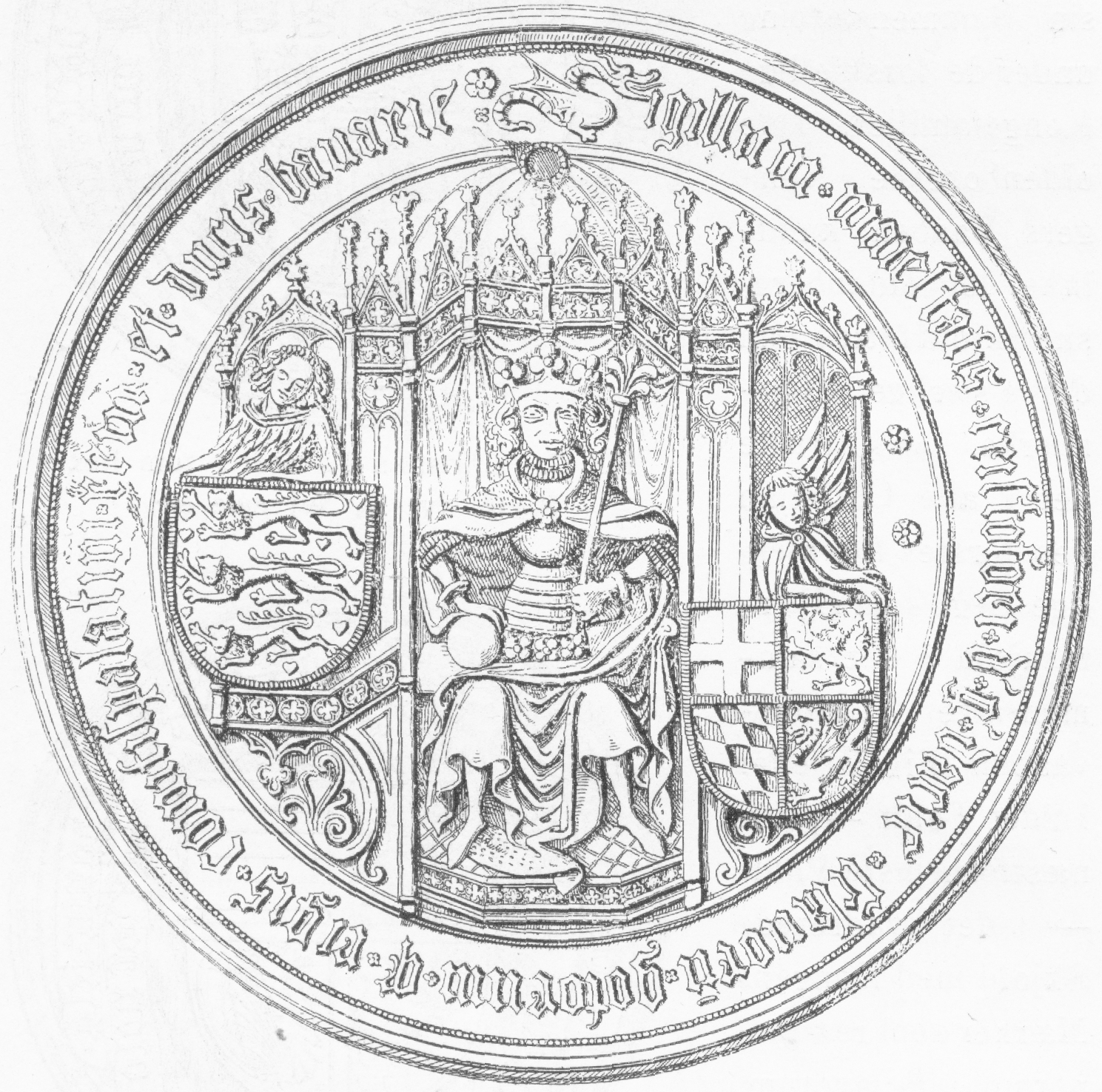
Siegel König Christophs

Eriks Neffe aus Neumarkt übernahm im Juli 1439 als Reichsverweser die Regierung im Königreich Dänemark und wurde im April 1440 zum König gewählt. Im darauffolgenden Jahr hatte er zunächst in Jütland einen Bauernaufstand niederzuschlagen, bevor er im September 1441 nach Uppsala reisen konnte, wo er zum König von Schweden gekrönt wurde. Im Juli 1442 erlangte Christoph in Oslo auch die norwegische Königswürde und wurde am 1. Januar 1443 im dänischen Ripen als dänischer „Erzkönig“ gekrönt wurde (archirex regni Daniae). Der Titel besaß jedoch lediglich repräsentativen Charakter. Er beherrschte nun die gesamte Kalmarer Union und somit ein Gebiet, das von Grönland im Westen bis ins heutige Finnland im Osten reichte.
Christophs Macht war allerdings nicht unbeschränkt. Insbesondere der schwedische Adel hatte seiner Krönung nur gegen weitreichende Zugeständnisse zugestimmt. Der dortige Reichsrat durfte in Zukunft seine Mitglieder, die nun wieder gebürtige Schweden sein mussten, nicht nur selbst aussuchen, er sollte auch in die Vergabe aller wichtigen Lehen mit einbezogen werden und der König hatte alle von ihm beschlossenen Gesetze zu unterzeichnen. Ein Reichsratsausschuss sollte in Abwesenheit des Königs die Regierungsgeschäfte in Schweden führen, in Schweden eingenommene Steuern sollten nicht wie noch unter Erik VII. in anderen Teilen des Reiches ausgegeben werden dürfen. Die Reichsräte Dänemarks und Norwegens hatten zwar weniger weitreichende Vollmachten als ihre schwedischen Kollegen, Christoph konnte aber auch dort kaum gegen den Willen der Räte regieren.
Christoph führte in Jütland und Fünen die Abgabe des Zehnten ein. Im Jahr 1443 erhielt Kopenhagen ein neues Stadtrecht, das den Handel mit ausländischer Valuta verbot. Er war der erste König, der Kopenhagen zur Haupt- und Residenzstadt machte. Es wurde seit 1429 eine Steuer für die Passage des Öresundes erhoben (Sundzoll). Die Hansestädte waren nicht im Geringsten begeistert und verbündeten sich mit dem abgesetzten König Erik, der weiterhin auf Gotland herrschte. Bei einem Treffen 1445 wurde Christoph gezwungen, die bestehenden Rechte der Hanse in Schweden und Norwegen zu bekräftigen. Ein Teil dieses Vertrages sah auch die Vermählung Christophs mit Dorothea vor, der Tochter des Markgrafen Johann von Brandenburg. Die Trauung fand am 12. September 1445 im Kopenhagener Schloss statt.
Für seine Pfälzer Herrschaft Neumarkt verband sich Christoph 1444 mit den Wittelsbacher Regenten der Kurpfalz Ludwig IV. und von Bayern-Münchens Albrecht III. sowie dem Bischof von Regensburg zu einem Landfrieden.

### Tod und Nachfolge
Am 5. Januar 1448 starb Christoph auf der Festung Kärnan in Helsingborg – an einer Blutvergiftung, wie man heute annimmt. Er wurde in der Domkirche von Roskilde begraben. Der dänische Thron wurde vom Reichsrat dem schleswigschen Herzog Adolf angeboten, doch dieser lehnte zu Gunsten seines Neffen Christian von Oldenburg ab, der durch die Hochzeit mit Christophs Witwe zum neuen König Christian I. wurde. In Schweden dagegen wählte der Adel den Reichsverweser Karl Knutsson Bonde zum neuen König, der auch in den nördlichen Teilen Norwegen als Wunschkandidat galt.
Das wittelsbacher Territorium Pfalz-Neumarkt fiel an Christophs Onkel Otto I. von Pfalz-Mosbach, der es mit seinem Territorium Pfalz-Mosbach zur Pfalzgrafschaft Pfalz-Mosbach-Neumarkt verschmolz.